# Gran Mezquita de Alepo
La Gran Mezquita de Alepo (en árabe,  الجامع الكبير, al-jāmī' al-Kabīr) o Mezquita Omeya de Alepo (en árabe,  الجامع الأموي) es la mezquita más importante (aljama) en Alepo (Siria), construida durante la época de los Omeyas.
La mezquita es una de las construcciones más notables del arte omeya y es famosa por albergar los restos del profeta Zacarías. Fue la mezquita más grande de la ciudad hasta que en el año 2013, durante la guerra civil siria, fue devastada por los bombardeos, quedando con inmensos daños y con su minarete destruido.

## Historia
Fue erigida por el califa omeya Walid I entre los años 710 y 715 d. C. sobre los restos de un templo romano y de una iglesia bizantina construida por Santa Elena (la madre de Constantino el Grande). En 1169 un incendio destruyó completamente la mezquita. Fue reconstruida por Nuredín, quien le incorporó un minarete de 45 m de altura.
Saqueado durante la invasión de los mongoles en 1260, incendios y terremotos posteriores dañaron fuertemente el edificio. Desde su renovación y rehabilitación en 2005, la mezquita lució nuevamente en todo su esplendor hasta 2013, cuando fue aplastada por los combates en sus cercanías.

### Daños por la guerra
El 24 de abril de 2013, en medio de la guerra civil siria y producto de los fuertes combates y bombardeos ocurridos en ella, el minarete se derrumbó, culpándose ambas partes del desastre.

## Configuración
La mezquita está conformada, a semejanza de la Gran Mezquita de Damasco, por una espaciosa sala de oraciones con arcadas, dos alas laterales y un gran patio interior de mármol blanco y negro con dos fuentes de abluciones. En la amplia sala de oraciones se encuentra el santuario del profeta Zacarías, venerado igualmente por cristianos y musulmanes, donde está constatado que descansan sus restos, que sorprendentemente no fueron destruidos por los incendios.
Junto al costado occidental de la mezquita se encuentra la madraza al-Hallawiya, la escuela coránica fue levantada por Nuredín en 1150 sobre los restos de la iglesia bizantina de Santa Elena. Enfrente del costado oriental de la mezquita están el Suq as-Sagha (Zoco del Oro) y el Jan as-Sabun (Caravansaray del Jabón).